# Feliks Firlej
Feliks Szczęsny Firlej (ur. ok. 1850 w Pleśnej  zm. 9 listopada 1895 w Bojarach) - oficer, prawnik, ziemianin, poseł na Sejm Krajowy Galicji i do austriackiej Rady Państwa
Urodził się w rodzinie ziemiańskiej. Ukończył gimnazjum jezuickie w Nowym Sączu a następnie studia prawnicze na UJ. Następnie służył w sądownictwie armii austriackiej, od 1856 był sędzią wojskowym (Militärrichter), jako stażysta rewident (Auditoriats-Praktikant) od 1858 rewident III stopnia (Auditor 3. Klasse) potem od 1859 podporucznik rewident ( Oberleutnant-Auditor), od 1860 kapitan rewident (Hauptmann-Auditor) a od 1862 rotmistrz rewident (Rittmeister-Auditor). Podczas stanu oblężenia w Galicji (1863-1864) okazywał pomoc złapanym powstańcom. W 1865 przeszedł w stan spoczynku.
Ziemianin, od 1865 właściciel dóbr ziemskich Siennów w pow. przeworskim a następnie Bojary (ob. Rolów) w pow. drohobyckim. Członek (1868-1877) i przez krótki czas prezes Rady Powiatu w Łańcucie.   
Poseł do Sejmu Krajowego Galicji III kadencji (1870–1876), wybrany w IV kurii obwodu Rzeszów, z okręgu wyborczego nr 58 Łańcut-Przeworsk. W Sejmie należał do stronnictwa Agenora Gołuchowskiego. Był także posłem do austriackiej Rady Państwa III kadencji (19 września 1870 - 10 sierpnia 1871) i IV kadencji (29 grudnia 1871 - 21 kwietnia 1873), wybieranym przez Sejm w kurii XXI – jako delegat z grona posłów wiejskich okręgów: Jasło, Rzeszów, Łańcut, Leżajsk, Rozwadów, Tyczyn, Tarnów, Dąbrowa, Dębica, Ropczyce, Mielec. W IV kadencji mandat utracił ponieważ nie stawił się na obrady.
W latach 1881–1895 członek Rady Powiatu w Drohobyczu. Członek Galicyjskiego Towarzystwa Gospodarskiego. 